# Generalgouvernement Turkestan

Turkestan um 1900

Das Generalgouvernement Turkestan (russisch Туркестанское генерал-губернаторство Turkestanskoje general-gubernatorstwo bzw. Туркестанский Край Turkestanski Kraj) wurde 1868 im Zuge der Eroberung Mittelasiens durch das russische Kaiserreich errichtet, seine Hauptstadt wurde Taschkent. Die Geschichte des Territoriums überschneidet sich mit der des Generalgouvernements der Steppe, an das es südlich angrenzte. Es bestand bis 1917. 
Die Region selbst wird auch West-Turkestan, Russisch-Turkestan (russisch: Русский Туркестан Russki Turkestan) genannt und entspricht dem späteren Sowjetisch-Mittelasien bzw. Sowjetisch-Zentralasien.

## Errichtung der russischen Herrschaft
Der Zarenhof zeigte schon seit dem frühen 17. Jahrhundert Interesse an Mittelasien. 1852 begann die russische Expansion in Mittelasien mit dem Angriff auf die zu Kokand (eigenständiges Chanat seit 1710) gehörende Festung Aq-Metschet am Syrdarja. 1868 wurde das Emirat von Buchara zur Anerkennung der russischen Oberherrschaft gezwungen. Sie fand 1884 mit der Unterwerfung der Turkmenen und Eroberung von Merw ihren Abschluss. Aufkeimende Spannungen zwischen russischer und britischer Kolonialpolitik („The Great Game“) verhinderten eine weitere Expansion.
Nicht zum Generalgouvernement gehörten die Vasallenstaaten Buchara (seit 1868 Vasall) und Chiwa (seit 1873 Vasall), deren Außenbeziehungen kontrolliert wurden. 
Unter der russischen Herrschaft musste zunächst jede Reise von der russischen Militärbehörde genehmigt werden, später dann jeder Wohnungswechsel, Immobilienerwerb und jede Berufsausübung in fremdem Gebiet. Jeder Dorfvorsteher musste nun von den Russen bestätigt werden.

## Schulproblematik
Ende des 19. Jahrhunderts gab es 5.000 Grundschulen und 400 Medressen in Turkestan. Die Russen suchten diesen durch Entzug der Zuschüsse (sie wurden gewöhnlich von Stiftungen finanziert) und der Karrieremöglichkeiten den Boden zu entziehen. Die Verbreitung (halb-)russischsprachiger Schulen wurde gefördert: 1915 gab es deren 90. 
Die Einwohner Turkestans hatten folglich Schwierigkeiten damit, Studenten außerhalb russischsprachiger Schulen auszubilden, da moderne nichtrussische Schulen weder den Russen noch der orthodoxen Geistlichkeit (letzteres besonders im Emirat Buchara) ins Konzept passten. Zum Beispiel bemühte sich Achmed Ma’zum Kalla (1816–1896), neben Geschichte und Literatur auch Naturwissenschaften lehren zu lassen. Mir Abdul Karim, der Gesandte des Emirs in Istanbul, versuchte dorthin eine intellektuelle Verbindung herzustellen. Den größten Erfolg hatten aber der Mullah Dschorabaj und sein Umfeld, das ab 1901 nach Ideen eines Krimtataren namens İsmail Gasprinski neue Schulen gründete. Bis 1914 gab es über 100 dieser Reformer-Schulen (Dschadidismus).

## Ansiedlung von Russen
Die russische Verwaltung enteignete Land in Turkestan und siedelte dort 1,2 Millionen russische Bauern und 300.000 Kosaken an, die im Schnitt auch mehr und besseres Land zugewiesen bekamen. Im Steppenraum stellten die russischen Einwanderer so 40 % der Bevölkerung (mit Ausnahme des Siebenstromlands, dort bloß 20 %), aber in den bewässerten Gebieten Turkestans waren es nur 4 %.

## Wirtschaftspolitik
Ein wichtiger Aspekt der russischen Wirtschaftspolitik in Turkestan wurde von Kriwoschein, um 1913 der Chef des Landeseinrichtungsamtes, so beschrieben: „Jedes überschüssige Pud turkestanischen Weizens ist eine Konkurrenz für den russischen und sibirischen Weizen, jedes Pud turkestanischer Baumwolle eine Konkurrenz für die amerikanische Baumwolle.“ Bis 1900 deckte Turkestan so 32,6 % des russischen Baumwollbedarfs, 1914 die Hälfte und 1916 dann 100 %. Im Gegenzug wurde Turkestan von Weizenimporten abhängig, was sich im Ersten Weltkrieg darin äußerte, dass die Lieferungen eingestellt wurden und eine Hungersnot ausbrach, die zur Festigung der jungen Sowjetherrschaft genutzt wurde. 
1916 gab es 26 Baumwollentkörnungsfabriken, 14 Metallverarbeitungsfabriken, 226 Lebensmittelfabriken und 200 Werkstätten im Generalgouvernement Turkestan. Im Generalgouvernement Steppe hatten die dortigen Werkstätten und Fabriken 27146 Arbeiter, 1/10 davon waren Turkestaner, aber nur selten arbeiteten sie als Facharbeiter. In Turkestan wurden Kreditbanken gegründet, Eisenbahnlinien (1888 über Samarkand und bis 1905 Orenburg–Taschkent (Trans-Aral-Eisenbahn)) und moderne Bewässerungsanlagen (Projekte zum sogenannten Romanow-Kanal gegen 1900 und mehrere Dämme am Murgab bei Merw oder erfolglose Versuche zur Bewässerung der Hungersteppe) gebaut. Es waren die ersten größeren Bewässerungsanlagen seit mehreren hundert Jahren, und es waren noch weit größere in Planung. Technologisch bemühte man sich unter anderem um die Einführung von Weinanbau, Zuckerrüben, Mähmaschinen, Kühlanlagen für Fleischtransporte oder die Verbesserung von Seidenindustrie und Obsttrocknung. Im Bereich Städtebau ragte vor allem Taschkent heraus, wo sich General Kaufmann († 1882) und seine Nachfolger um breite Straßen und viele öffentliche Einrichtungen bis hin zur Etablierung einer Zeitung bemühten.

## Ende der Zarenzeit
Die russische Herrschaft wurde nicht sonderlich wohlwollend aufgenommen: 1901 bis 1915 gab es 13 Massenunruhen, 1916 einen Aufstand im Zuge der Rekrutierung der Turkestaner für den Ersten Weltkrieg. Sie waren bis dahin vom Armeedienst freigestellt gewesen. Man verzeichnete bei letzterem 4.725 tote Russen, mindestens 205.000 tote Turkestaner, 168.000 nach Sibirien Verbannte, 300.000 Flüchtlinge und mindestens 50 verbrannte Dörfer im Umkreis von Samarkand. Eine vollständige Heranziehung der Turkestaner zum Militärdienst gelang den zaristischen Behörden nicht. 
Im Zuge der Russischen Revolution 1917 kam es zu Umwälzungen. Im April 1917 trat in Taschkent ein Kongress der Muslime Turkestans zusammen, um über die Zukunft Mittelasiens zu beraten. Ende des Jahres 1917 verzeichnete man 8 Regierungen mit 6 verschiedenen staatlichen Ausrichtungen: das Emirat Buchara, das Khanat Chiwa, zwei national-teilautonome Staaten (Alasch Orda und Kokand), das Sowjetkommissariat in Taschkent, die Weißgardisten in Omsk, die Alai-Horde im gleichnamigen Gebirge und ein Kosakenstaat am Ural. Bis 1922 hatten sich dann die Sowjets gegen alle Gegenspieler, zuletzt die Basmatschen-Armee Enver Paschas durchgesetzt.

## Generalgouverneure Turkestans
- Konstantin von Kaufmann (1818–1882): 14. Juli 1867 bis 3. Mai 1882
- Michail Tschernjajew (1828–1898): 25. Mai 1882 bis 21. Februar 1884
- Nikolai Rosenbach (1836–1901): 21. Februar 1884 bis 28. Oktober 1889
- Alexander Wrewski (1834–1910): 28. Oktober 1889 bis 17. März 1898
- Sergei Duchowski (1838–1901): 28. März 1898 bis 1. Januar 1901
- Nikolai Iwanow (1842–1904): 23. Januar 1901 bis 18. Mai 1904
- Nikolai Tewjaschow (1841–1905): 22. Juni 1904 bis 24. November 1905
- Dean Subbotitsch (1851–1920): 28. November 1905 bis 15. August 1906
- Nikolai Grodekow (1843–1913): 15. Dezember 1906 bis 8. März 1908
- Pawel Mischtschenko (1853–1918): 2. Mai 1908 bis 17. März 1909
- Alexander Samsonow (1859–1914): 17. März 1909 bis August 1914
- Fjodor Martson (1853–1916): August 1914 bis Juni 1916
- Alexei Kuropatkin (1848–1925): 21. Juli 1916 bis 31. März 1917

## Verwaltungsgliederung
- Oblast Fergana
- Oblast Samarkand
- Oblast Semirjetschje
- Oblast Syr-Darja
- Oblast Transkaspien (seit 1894, vorher beim Generalgouvernement Kaukasus)[1]

## Themenverwandtes
- Autonome Sozialistische Sowjetrepublik Turkestan